# Нур (спутник)
«Нур» (перс. نور‎, англ. Noor или Nour, дословно — «Свет») — семейство иранских спутников военного назначения, предназначенных для обзорной съёмки земной поверхности. Спутники «Нур» разработаны и запускаются Военно-воздушными силами Корпуса стражей исламской революции.

## Назначение
Спутники серии «Нур» — первые космические аппараты, созданные Корпусом стражей исламской революции, независимо от Иранского космического агентства. По заявлению командующего Корпусом Хоссейна Салани, они используются для решения важных разведывательных задач и являются качественным скачком в расширении возможностей территориальной и стратегической разведки. 10 мая 2022 года министр информационных и телекоммуникационных технологий Ирана Исса Зарепур опубликовал в своем Instagram изображение базы Пятого флота ВМС США в Бахрейне с низким разрешением, полученное со спутника «Нур‑2». В то же время Космическое командование США скептически относится к возможностям этих спутников и считает, что с их помощью нельзя получить важную разведывательную информацию. Независимые аналитики также критически относятся к опубликованным изображениям, полученным со спутников «Нур».

## Характеристики
Спутники «Нур» предположительно выполнены в формате кубсатов размерности 6U, то есть имеют габариты примерно 30×20×10 см и массу около 12 кг; полезная нагрузка аппаратов — камера низкого разрешения для полноцветной съёмки земной поверхности.

## Список запусков
Запуски спутников «Нур» осуществляются из космического центра Шахруд ракетой-носителем «Касед» на круговую орбиту высотой около 450 км с наклонением, близким к 60°.
| Спутники «Нур» | Спутники «Нур» | Спутники «Нур» | Спутники «Нур» | Спутники «Нур» | Спутники «Нур» | Спутники «Нур»    | Спутники «Нур»        | Спутники «Нур»                                                                   |
| Спутник        | Дата запуска   | NSSDC ID       | SCN            | Апогей, км     | Перигей, км    | Наклонение, град. | Период обращения, мин | Примечание                                                                       |
| -------------- | -------------- | -------------- | -------------- | -------------- | -------------- | ----------------- | --------------------- | -------------------------------------------------------------------------------- |
| «Нур‑1»        | 2020-04-22     | 2020-024A      | 45529          | 444            | 426            | 59.8              | 92.9                  | Первый иранский спутник военного назначения. Сошёл с орбиты 13 апреля 2022 года. |
| «Нур‑2»        | 2022-03-08     | 2022-024A      | 51954          | 450            | 423            | 58.3              | 93.4                  | Предположительно, аналогичен «Нур‑1».                                            |
| «Нур‑3»        | 2023-09-27     | 2023-150A      | 57962          | 454            | 439            | 60                | 93.6                  | Обеспечивает съёмку с разрешением в 2,5 раза выше, чем «Нур‑2».                  |